# Bostockia
Bostockia is een monotypisch geslacht van straalvinnige vissen uit de familie van de zaagbaarzen (Percichthyidae).

## Soort
- Bostockia porosa Castelnau, 1873